# 美國共產黨
美利坚合众国共产党（英語：Communist Party of the United States of America），通称美國共產黨（或），简称美共（CPUSA），是美國的一个共产主义政党，成立于1919年9月1日，源于十月革命之后美国社会党的分裂。总部位于纽约曼哈顿。

## 简介

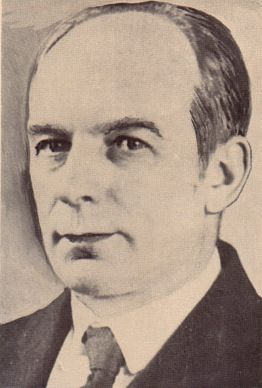
美国共产党创始人查尔斯·鲁登堡

美国共产党成立于1919年9月1日。它有一段漫长复杂的历史。20世纪上半叶，美国共产党是美国最大和最有影响力的共产党。它在20世纪20至40年代在美国劳工运动中发挥的作用十分突出。
美国共产党的目标是：和平过渡到社会主义，根据群众的民主表达形式和社会行动，选举和非选举，争取和维护人民权力。美国共产党扎根于美国历史和文化，长期为工人阶级的团结而斗争，为全体公民的权利，实现公民完全平等，为真正的社会改革，并为维护和扩大公民的宪法权利而斗争。这种斗争是实现社会主义目标所不可缺少的组成部分。
在2000年4月的党中央全会上，萨姆·韦伯接任主席。新的领导集体上任后，根据当时面临的新情况，对党的一些理论和策略进行了新的调整，这些调整集中体现在对党章的修改上。2001年二十七大修改的《美国共产党章程》这样规定党的性质：美国共产党是为美国工人阶级服务的美国工人阶级的政党。美国工人阶级的构成具有多种族和多民族特点。其成员有男有女；有年轻人也有老年人；既包括有工作的工人，也包括失业的工人；既包括有组织的工人，也包括无组织的工人；既包括同性恋者，也包括异性恋者；既包括美国本土出生的工人，也包括外来移民；既包括城市工人，也包括农村工人，包括所有从事多种体力和脑力劳动的工人群众，其人口在美国社会中占大多数。我们党是非洲裔、墨西哥裔、波多黎各裔及其他拉美裔、土著、亚裔美国人和其他一切受到种族和民族压迫的人民的政党，同时也是妇女、青年人和其他所有劳动人民的政党。这次修改中增加了在1987年党章中所没有明确提出的“党的指导思想是马克思列宁主义的科学原理”。“党为人民利益和权利而奋斗，最终目标是用社会主义社会代替资本主义社会，建立工人阶级所领导的，具有广泛人民基础的政府”
美国共产党一直认为社会主义建设要基于美国民主传统之上，视民主为社会主义的核心和本质特征。“社会主义是对民主的极大扩张。共产党以扩大的《人权法案》宣传社会主义民主：按照工会工资标准得到工作的权利，直到大学水平的免费教育，免费的医疗、体面的房子，提供儿童照顾制度和老年安全。”
新党章详细论证了资本主义的本质，分析了资本主义制度不可能给民主充分发挥的空间，特别指出“在资本主义社会里，民主是有限的”。“资本主义国家的政府、政治、经济、法律制度都是牺牲大部分人的利益而为一小部分人服务的。政府的运行受有钱人、跨国公司和他们的代理人控制。”
新党章中规定美共“通过大多数人的和平愿望的表达实现社会主义，结果如何依靠人民防止美国统治阶级使用暴力阻止人民意愿的能力而定”。
在组织原则上，美共仍然强调民主集中制。新党章中把民主集中制解释为“党的决定和政策通过民主的程序产生，一旦做出最终的决定所有成员都必须执行它”。任何生活在美国，18岁以上，赞成共产党的原则和宗旨，不分种族，肤色，国籍，性取向，性别，宗教信仰均可加入美国共产党。党员应不断努力提高他们的政治修养和对马克思列宁主义的认识。全体党员的义务是为工人阶级的团结而奋斗，反对一切形式的国家压迫、民族沙文主义、种族歧视和种族隔离。

## 历史
第一个全国性的美国社会主义政党是社会主义劳工党，成立于1876年，多年致力于国际社会主义运动。然而，在19世纪90年代中期，丹尼尔·德莱昂的激进观点影响了许多成员，导致在20世纪之交改革派遍布美国社会党的周围，掀起民众对政府的普遍不满。
列宁在1919年1月邀请美国社会党加入共产国际，而此时美国社会党左翼正准备进行温和的社会主义革命，夺取最终对政府的控制权，在俄国革命中所涉及的国家发展更多的新成员，借以推动1919年的革命。党内公投加入共产国际这一草案获得了90％的支持，但这是现任领导压制的结果。党的全国执行委员会的选举结果为左派以12票（共15票）当选并呼吁作出开除温和派党籍的处分。现任温和派做出反击，在机关中驱逐了接近一半的语言联合会和许多当地人，这一数量占其所有成员的三分之二。
社会党在1919年8月30日呼吁制定紧急公约。党的左翼提出恢复党的控制，根据该公约的要求，被驱逐的成员（包括语言联合会）可以让代表团发送它自己的6月会议的计划。然而，语言联合会最终加入了查尔斯·鲁滕贝里和路易斯·福莱纳，离开美国社会党并且于1919年9月1日成立美国共产党（Communist Party of America）。同时计划领导约翰·里德和本杰明·吉特罗崩溃的社会党大会继续，从大厅驱逐左派。被驱逐的左派代表走了出来并举行会议，并于1919年8月30日成立美国共产主义劳工党。
1920年1月，共产国际发布指示，要求美国共产党和美国共产主义劳工党合并为“美国联合共产党”，并遵循莫斯科的路线。当时两党共有1.2万名党员。美国共产党内部以查尔斯·鲁登堡和杰伊·洛夫斯通为首的一派支持合并，但以尼古拉斯·霍维奇和彼特曼·亚历山大为首的一派则反对合并。共产国际通过强制的命令，最终于1921年5月促使两党合并为“美国联合共产党”，但新党的成员中只有5％是以英语为母语。许多成员来自工人阶级。
1921年的最后几天，美国共产党人成立了一个合法政党：美国工人党，与地下的共产党组织并存。随着1920年代初红色恐慌的退潮，共产党变得更大胆和开放。然而，党的一些组织继续保持地下状态，后来被称为“美国共产党的秘密武器。”1923年4月美国联合共产党合法化后，两党合并，统称“美国工人党”。1925年，美国工人党改名为工人（共产）党；1929年，改用现名：美国共产党（Communist Party USA）。
在此期间，来自东欧的移民为美国共产党发挥了非常突出的作用。社会党成员多数是移民和最近的移民组成的“压倒性”的美国共产党的百分比。
共产国际的党员身份及其对前苏联政治立场的严格遵守使该党在大多数美国人看来不仅是威胁性，颠覆性的国内实体，而且还是根本上与美国生活方式无关的外国代理人。 内部和外部危机导致成员往往入狱的，从其职务上悄然消失，或者倾向于采取与党派不符的更温和的政治立场。
1929年—1933年大萧条期间，许多美国人对资本主义感到幻灭，并受共产主义意识形态吸引。1930年代—1940年代，美共人数一度达到10万之众。第二次世界大战后期，美共中央总书记厄尔·白劳德开始宣传“资本主义和共产主义和平共存”的思想（即“白劳德主义”）。1944年5月，在美共第十二次全国代表大会上，白劳德宣布解散美国共产党，另立共产主义政治协会，自任会长。1945年7月26日—28日，在威廉·泽布朗·福斯特领导下，美共召开特别全国代表大会，撤去白劳德的领导职务，重建美国共产党。
冷战开始后，受麦卡锡主义严厉打击，到1957年，美共成员减少到不到10000人，其中大约1500人是联邦调查局的线人。该党还受到1954年《共产主义控制法》的禁止，尽管该法从未真正得到执行，但该法仍然有效。
1991年，受苏东剧变影响，美共内部以吉尔·格林、皮特·西格和安吉拉·戴维斯为首的“改革派”，建立争取民主和社会主义通讯委员会，要求美共放弃列宁主义，转向民主社会主义；该组织的主张在1991年12月美共全国会议上被挫败；随后，该组织退出美共。
在2000年4月的中央全会上，美共完成了领导班子的新老交替工作，年富力强的萨姆·韦伯接任党的主席。新的领导集体上任后，根据世纪之交的新情况，对党的一些理论和策略进行了新的调整，这些调整集中体现在对党章的修改上。

## 意识形态

### 党的性质
2001年美共第二十七次代表大会修改编著的《美国共产党章程 （页面存档备份，存于）》规定党的性质为：“全心全意为美国广大工人阶级服务的政党。美国工人阶级是由多个种族与民族构成的，包括：男人和女人，年轻人和老年人，供职的和失业的工人，有组织和无组织的工人，同性恋者和异性恋者，美国本土出生的人和外来移民，来自城市和来自农村的，从事体力劳动的工人和从事脑力劳动的群众——其人口在美国社会中占据了大多数。我们的党代表了非洲裔、墨西哥裔、波多黎各裔、拉美裔、美国土著、亚裔，同时也是妇女、青年人和其他所有劳动人民的政党。

### 党章内容摘要
2001年5月17日，美国共产党在党的第二十七次代表大会对1987年首次编订的党章进行了修改。新党章着重强调了党的根本性质“美国共产党是美国工人阶级的政党”。值得一提的是，2001版党章增加了1987版中所没有明确提出的“将马克思列宁主义科学真理作为指导思想”。这样的论调表明了美共并不是一味服从马克思列宁主义的一切论条，而是持有把这种普遍真理和个别脱离现实的论断明确区别开来的客观态度。这次党章还特别指出利用这种科学理论解决当前国际工人运动所面临新问题的迫切性和有效性。同时，这次修改对美国共产党的发展目标进行了更明确的规定，把党的日常工作方向和建立社会主义的长远目标有机结合起来，因而更具指导性和可操作性。
除此之外，新党章还特别论证了资本主义的本质性质，分析了其不可能使民主充分发挥作用的必然性，并且指出“在资本主义社会中，民主终究是有限的”。“资本主义国家的各类制度都是以牺牲大部分人的利益而为一小部分持有资本的人服务的。政府的运行受有钱人和大型跨国公司的控制。只要跨国公司继续处於这种畸形的垄断地位，工人阶级就不能真正获得斗争的胜利。而如今，由於受到垄断资本日益增加的威胁，美国的民主逐渐失去价值，使得政治权力集中於越来越少的有钱人手里。包括投票权在内的基本权力也遭受到了极端保守势力的巨大威胁。”通过上述分析，美共得出结论“只有完全废除资本主义制度，建立成熟的社会主义制度，才有可能消灭人与人之间相互剥削的局面，从而彻底消灭种族主义和贫穷。”

### 对于女性和少数族裔的态度
美国共产党主张为女性提供平等的工资和工作，保护她们的生产权力，反对性别歧视。美国共产党有女性平等委员会，强调女性在实现共产主义社会的奋斗中将起到十分重要的作用。
美国共产党在伸张黑人权力和保护南方黑奴的历史上扮演重要角色。以纽约为根据地，美国共产党本·戴维斯俱乐部和其他劳工团体参与大量当地为黑人和少数族裔谋求权力的活动。美国共产党认为种族歧视和宗教歧视不仅仅伤害少数族裔的权力，而是对整个工人阶级的伤害，是一种变相地为少数有钱人的利益而实行的阶级压迫。

### 对于环境的态度
美国共产党积极参与有利于环境保护的各项行动，着重强调环境可持续发展的重要性。
美国共产党最近发布的关于环境的文献-2008年全球环境变暖的报告强调了人类生活、生产、繁殖、交易等行为的巨大变化，而这些变化不应该仅仅考虑利益因素，而应该考虑到环境的和谐发展。

### 对于宗教的态度
美国共产党并不反对宗教，并且十分尊重宗教所倡导的正义、和平、尊重。它主张与各宗教团体保持友好关系，并有自己的宗教委员会。

## 与其他政治党派、运动和社团的关系

### 与美国劳工运动的关系
由于其在为劳工运动运作他们自己的社会自由运动中的积极努力，美国共产党在美国劳工运动中扮演重要角色。虽然由于对社会灾难的预期随着时间的流逝而减弱，美国共产党越来越强调在资本主义社会中工会所发挥的改善的价值。
1936年至1937年“弗林特工厂占领事件” ，通用汽车公司得知弗林特厂工人将要罢工的讯息，于是准备把厂内机器搬到另一厂去，迫使工人改变计划放下工作占领工厂。占领期间弗林特城居民给予工人各方面的支持，美国共产党给予协助，工人的家人组织成妇女队阻挡警察进入厂房。
持续了44天，通用汽车最终同意和工人进行协商，承认工会可以代表劳方和资方谈判，谈判中资方同意调整工资与改善劳动环境。此次抗争胜利后，美国产业工会一个个成立。

### 苏维埃基金和间谍组织
美国共产党在1959年至1989年期间接受了来自苏联的大量资金支持。根据克格勃解密档案显示，该党主席格斯·霍尔亲笔签署了相关收据。资助金额从1959年的7.5万美元攀升至1987年的300万美元。这一显著增长恰逢霍尔与苏联领导人戈尔巴乔夫关系日益密切之际。
如此规模的资金支持反映了美共对莫斯科路线的持续追随。这与同期的欧洲共产党形成对比——意大利、西班牙和英国的共产党在1970年代已开始脱离苏联影响，发展出独特的欧洲共产主义路线。解密的苏联档案进一步揭示，所有与苏联保持一致的各国共产党均遵循类似的组织模式。

### 非裔美国人
美国共产党在其全盛的1930至1940年代在捍卫非洲裔美国人的人权方面扮演着重要的角色。然而在早些时候，当1928年还在共产国际的直接指导下的时候，美国共产党曾多年主张建立一个独立的“黑人共和国”，“共和国”建立在黑人人口最为密集的美国地区。基于斯大林在苏联的民族政策，美国本土的所有黑人都应该被宣布为这个新共和国的公民然后移民到指定的地点。
历史上美国共产党很多主席和政治思想家都是非裔美国人。有詹姆斯·福特，沙琳·米切尔，安琪拉戴维斯，Jarvis Tyner等都在美国共产党担任重要职位。

### 同性恋解放运动
作为美国最卓越的性解放激进倡导者之一，哈利·海，形成了作为一名积极的美国共产党员的独特的政治观点。但是他在1950年代建立的马太辛协会，美国第二个同性恋权益组织，似乎没有被认为与共产党应该在组织上团结起来的思想有什么关联。当时大多数人都把同性恋与那些有法西斯倾向的人等同。所以说，随后哈利·海就因思想危险为由被组织开除。在2004年，政治事务杂志的编辑发表了一篇详细检讨党对男同性恋和女同性恋的早期的观点，同时盛赞了哈利·海的卓越贡献。

### 美国和平运动
共产党反对美国参与越南战争，入侵格林纳达以及美国反共的武装斗争其他在美国中部的运动。其间，也一些和平组织和新左派组织的相关人士反对美国共产党。理由是他们把美国共产党当做是僵化的官僚主义的象征以及美国共产党与苏维埃的密切关联。
此外，美国共产党一贯的反对美国2003-2010年的伊拉克战争。由于对正义与和平的共同追求，作为新晋的美国最大的和平与正义联盟，美国和平运动把美国共产党纳入到了他的组织中，成为其中的一员。而朱迪斯·勒布朗，作为美国共产党和平与团结委员会的主任，也成为了和平与正义联合会指导委员会的成员。

## 现状
美国共产党的全国总部设在纽约曼哈顿一幢八层大楼裡，在这里工作的专职人员不是老人就是大学生、甚至高中生。前美共主席萨姆·韦伯说：“我们有不同的文化，我们不再用总书记这个词，而是用主席，美国人更容易理解。”曾任美共副主席的贾维斯·泰纳说：“很多人都说一个社会主义的美国可能会很美好，却不可能实现。我们应该让他们相信，这不是空想，而是一场每天都要坚持的斗争，它所遵循的原则非常简单：重人轻利。”
美国共产党现在实际上处于一个重建时期，目前拥有大约5000—10000名党员。党员成分主要是产业工人，当然，不仅是生产工人，还包括科技人员和教育、医疗工作者等。此外还有一个强大的共青团，它主要在大学建立组织，以加强在青年中的工作。虽然美共的实际影响不能由其党员人数来衡量，但尽快增加党员人数仍是一个急待解决的问题，因为只有增加党员人数，美共才有可能发挥其应当发挥的作用。
在当今美国，资本主义制度高度发展，人民生活日益富足，社会矛盾逐步向经济领域转化，美共的发展不可避免地遇到了瓶颈。党员人数已经从上世纪前期的10万之众锐减到目前的几千人，党的运转经费主要来自个人捐助和地产出租。此外, 美国情报机构一直长期密切监视美共的各项活动（包括与中共和古共之间的政党交流），據說甚至安插了多名卧底打入美共组织内部。
而作为共产主义者，萨姆·韦伯在他40年的经历中，也见证了美国共产党的规模逐步缩小，无论是党员数量还是社会、政治影响力，过去几年都进入了历史低谷；但面对美国厚重的反共氛围，萨姆等人仍然在堅持立場。
美共經常表明自己对国际和国内重大政治事件的立场。
2009年，美共召开了庆祝该党成立90周年的第29届全国大会。大会讨论了如何争取工人权益、推进美国医疗改革、保护海外移民合法权利、应对金融危机等重大问题。
對於近年爆发的利比亚冲突，美共表示反对空袭利比亚，要求北约停止军事干预，冲突双方立即停火，寻求和谈解决问题。
美共表示仍坚持民主集中制。美共宣稱自身的目标很实际，就是要给共和党内“彻头彻尾的资本家”设置障碍。
贾维斯·泰纳曾说：“当我看到中国发生的一切，我想社会主义在这里完全有机会执政。”他表示：“我们共产党在美国不是执政党，我们甚至在国会没有一名议员。所以，我们和中共采取的斗争方式不同。中国在建设一个繁荣、强大的社会主义国家，构建你们的和谐社会，而我们在美国所做的就是让这个国家在经济和政治上更加民主。”
萨姆·韦伯曾經阅读過马克思、恩格斯和列宁的原著，也阅读過安东尼奥·葛兰西、格奥尔基·季米特洛夫、罗莎·卢森堡、帕尔米罗·陶里亚蒂等欧洲马克思主义代表人物的著作。
萨姆·韦伯认为 21世纪的社会主义政党要更加重视民主斗争。这些民主斗争主要是追求工作、医疗健康、住房、平等、教育、清洁空气、移民、和平、选举、言论自由等方面的权利。这些权利是实现阶级进步、社会发展和社会主义的核心要件。他認為任何蔑视这些民主斗争的人，就是直接反对民主改革的成果与经验，就是反对汤姆·佩因、弗里德里克·道格拉斯、苏珊·安东尼、尤金·德布斯、马丁·路德·金、凯撒·查韦斯等领导人扩大人民权利与民主空间的努力。
萨姆·韦伯还认为 社会主义政党应该与斯大林及其幕僚彻底决裂，这并不是为了取悦那些敌视与批判社会主义的人，而是要让广大民众认识到，苏联暴力推行农业集体化、清除和处死成千上万的共产主义者和爱国者、使数量不明的人丧命于劳改所等等做法，是不能根据历史必然性或以捍卫社会主义的名义加以辩护的，是违反人道的罪行。他還認為让情况變得更为糟糕的是 斯大林的这些做法最终竟发展成为一种理论指导、政权组织原则、社会主义经济规律、极权体制和一种“伟大领袖”综合症，并最终削弱了苏联和其他社会主义国家，葬送了社会主义政权。
萨姆·韦伯说：“马克思列宁主义的很多先驱就预言过社会主义的建设需要经历不同的阶段。现在看来，这个过程要比我们之前认为的要漫长和复杂许多。短期内，美国不可能变成一个社会主义国家，但是从长远看，社会主义会在美国实现。

## 历任领袖
| 姓名                    | 在任时期                     | 头衔 |
| ----------------------- | ---------------------------- | --- |
| 查尔斯·鲁登堡           | 1919年—1927年                | 美国共产党执行书记（1919年—1920年）；美国工人党/工人（共产）党执行书记（1922年5月—1927年）                |
| 阿尔弗雷德·瓦根克内希特 | 1919年—1921年                | 美国共产主义劳工党执行书记（1919年—1920年）；美国联合共产党执行书记（1920年—1921年）                      |
| 查尔斯·迪尔巴           | 1920年—1921年                | 美国共产党执行书记（1920年—1921年）；美国联合共产党执行书记（1921年5月30日—1921年7月27日）                |
| 路易斯·夏皮罗           | 1920年                       | 美国共产党执行书记                                                                                        |
| L·E·卡特菲尔德          | 1921年                       | 美国联合共产党执行书记                                                                                    |
| 威廉·温斯顿             | 1921年—1922年                | 美国联合共产党执行书记                                                                                    |
| 杰伊·洛夫斯通           | 1922年；1927年—1929年        | 美国联合共产党执行书记（1922年2月22日—1922年8月22日）；工人（共产）党/美国共产党执行书记（1927年—1929年） |
| 詹姆斯·坎农             | 1921年—1922年                | 美国工人党全国主席                                                                                        |
| 卡莱布·哈里森           | 1921年—1922年                | 美国工人党执行书记                                                                                        |
| 亚伯兰·贾基拉           | 1922年—1923年                | 美国联合共产党执行书记                                                                                    |
| 威廉·Z·福斯特           | 1929年—1934年；1945年—1957年 | 主席 |
| 厄尔·白劳德             | 1934年—1945年                | 主席 |
| 尤金·丹尼斯             | 1945年—1959年                | 总书记 |
| 格斯·霍尔               | 1959年—2000年                | 总书记 |
| 萨姆·韦伯               | 2000年—2014年                | 主席 |
| 约翰·巴赫特尔           | 2014年—2019年                | 主席 |
| 罗珊娜·坎布隆           | 2019年至今                   | 联合主席                                                                                                  |
| 乔·西姆斯               | 2019年至今                   | 联合主席                                                                                                  |

## 爭議
1963年3月8日，中國共產黨機關報《人民日報》發表政評，聲稱美國共產黨在關於處理古巴導彈危機的爭論中抨擊中國共產黨及支持美帝國主義。
在興起於二十世紀六十年代的平權運動中，該黨試圖通過反對發動越南戰爭來恢復自身的實力，但其對日益愚蠢和軍國主義化的蘇聯的持續性的不加批判的支持使它進一步疏遠了美國國內其他左翼組織，後者認為這種支持性角色已經過時甚至是危險的。與此同時, 該黨成員的人口老齡化和關於“和平共處”的呼籲未能激起美國國內的新左派的支持。
由於冷戰結束後，美國共產黨因其政治立場變得溫和而受到其他不少左翼組織的抨擊，因此美國共產黨於2005年6月23日發表文章以反駁這些批駁意見。
紐約市立大學教授查理·波斯特（Charlie Post）於1996年撰文表達意見，他在回顧美國共產黨的歷史時，抨擊美國共產黨所提出的綱領及所採用的策略，並且表示其認為美國共產黨所採取的行動實際上大大削弱了左派在美國國內的勢力。
2014年5月1日，英國廣播公司發表文章，講述了美國共產黨在冷戰結束後的歷史，在文中, 由馬克思主義轉向保守主義的歷史學家羅恩·拉多什（Ron Radosh）表示他認為現今的美國共產黨實際上是社會民主主義政黨，甚至被部份人稱為近似邪教的敎派，而且他在大約十年前已經不再關注該黨，原因是它已經變得「無關重要」。

## 部分分支
- 得克萨斯共产党
- 马里兰共产党
- 佐治亚共产党
- 夏威夷共产党（已解散）
- 美国共产党亚拉巴马支部（已解散）